# Mesophyllum syrphetodes
Mesophyllum syrphetodes Adey, Townsend & Boykins, 1982  é o nome botânico  de uma espécie de algas vermelhas  pluricelulares do gênero Mesophyllum, subfamília Melobesioideae.
- São algas marinhas encontradas na Indonésia.

## Sinonímia
- Não apresenta sinônimos.